# Osamu Suzuki (industriel)
Pour les articles homonymes, voir Osamu Suzuki (céramiste).
Osamu Suzuki, né Osamu Matsuda le 30 janvier 1930 à Gero (préfecture de Gifu, Empire du Japon) et mort le 25 décembre 2024 à Hamamatsu (préfecture de Shizuoka), est un industriel japonais, dirigeant de la firme Suzuki pendant plus de trente ans.

## Biographie
Osamu Suzuki rejoint Suzuki en 1958 et en devient directeur en 1978.
Il lance notamment l’entreprise sur le marché indien, par le biais de sa filière Maruti Suzuki India.
Il transmet en 2015 les fonctions de président-directeur général à Toshihiro Suzuki, son fils, et conserve une place au conseil d’administration jusqu’en 2021.

### Vie privée
Osamu Matsuda prend le nom de Suzuki en épousant Shoko Suzuki, la petite-fille de Michio Suzuki (en) ; il est adopté par la famille Suzuki, qui n’a pas d’héritier masculin.
Il pratique le golf.

## Distinctions
- Commandeur avec étoile de l'ordre du Mérite ( Hongrie)
- Étoile d'or et d'argent de l'ordre du Soleil levant ( Japon)
- Médaille de l'ordre de l'Honneur ( Japon)
- Padma Vibhushan ( Inde)
- Nishan-e-Imtiaz (en) ( Pakistan)